# Roland Boscary-Monsservin
Joseph Marie Roland Boscary-Monsservin (* 12. Mai 1904 in Rodez, Département Aveyron; † 13. November 1988 ebenda) war ein französischer Politiker der Républicains indépendants (RI) und des Centre national des indépendants et paysans (CNIP), der unter anderem zwischen 1951 und 1971 Mitglied der Nationalversammlung sowie von 1957 bis 1958 Landwirtschaftsminister war. Er war zwischen 1958 und 1971 erneut Mitglied der Nationalversammlung und zugleich von 1959 bis 1961 Mitglied des Europäischen Parlamentes sowie zuletzt zwischen 1971 und 1980 Mitglied des Senats.

## Leben
Joseph Marie Roland Boscary-Monsservin war ein Neffe des Politikers Joseph Monsservin (1864–1944), der Mitglied der Abgeordnetenkammer sowie des Senats war, sowie Großneffe des Senators Émile Monsservin (1838–1911). Er absolvierte ein Studium der Rechtswissenschaften an der Universität von Paris, der Sorbonne, sowie an der École libre des sciences politiques, der „SciencesPo“, und war danach als Rechtsanwalt in Rodez tätig. Zu Beginn des Zweiten Weltkrieges wurde er für den Kriegsdienst in den Streitkräften mobilisiert und geriet nach der Teilnahme an der Schlacht von Dünkirchen (26. Mai bis 5. Juni 1940) in deutsche Kriegsgefangenschaft, aus der er erst bei Kriegsende befreit wurde. Für seine Verdienste im Zweiten Weltkrieg wurde ihm das Croix de guerre 1939–1945 verliehen. 
Nach Kriegsende nahm Boscary-Monsservin zunächst seine Tätigkeit als Rechtsanwalt wieder auf und wurde am 17. Juni 1951 für die Unabhängigen Republikaner RI (Républicains indépendants) zum Mitglied der Nationalversammlung (Assemblée nationale) gewählt und vertrat in dieser nach seiner Wiederwahl am 2. Januar 1956 zwischen dem 5. Juli 1951 und dem 5. Dezember 1958 das Département Aveyron, wobei er zuletzt von 1956 bis 1958 der Fraktion der Unabhängigen und Landwirte der sozialen Aktion IPAS (Indépendants et paysans d’action sociale) angehörte. Als Nachfolger von Albert Meravilles war er zudem zwischen 1953 und seiner Ablösung durch Paul Causse Bürgermeister von Onet-le-Château. Am 6. November 1957 übernahm er im Kabinett Gaillard das Amt als Landwirtschaftsminister (Ministre de l’Agriculture) und behielt diesen Posten zwischen dem 14. Mai und 1. Juni 1958 auch im Kabinett Pflimlin.
Nach Inkrafttreten der Verfassung der Fünften Französischen Republik am 4. Oktober 1958 wurde Roland Boscary-Monsservin für die Unabhängigen und Landwirte der sozialen Aktion IPAS am 23. November 1958 wieder zum Mitglied der Nationalversammlung gewählt und vertrat dort nach seinen Wiederwahlen am 18. November 1962, 5. März 1967 und 23. Juni 1968 den ersten Wahlkreis des Départements Aveyron zwischen dem 9. Dezember 1968 und dem 5. Dezember 1971, wobei er seit 1962 wieder Mitglied der Fraktion der Unabhängigen Republikaner RI war. Nach seinem Mandatsverzicht am 5. Dezember 1971 wurde Jean Briane neuer Abgeordneter für diesen Wahlkreis. Daneben war er von 1959 bis 1961 Mitglied des Europäischen Parlamentes. Zugleich übernahm er als Nachfolger von Bertrand de Lapanouse 1965 das Amt als Bürgermeister seines Geburtsortes Rodez und behielt dieses 18 Jahre lang bis zu seiner Ablösung durch Marc Censi 1983. Am 26. September 1971 für die RI als Nachfolger von Raymond Bonnefous für das Département Ayeyron zum Mitglied des Senats (Sénat) gewählt. Er gehörte dem Senat vom 2. Oktober 1971 bis zu seiner Ablösung durch Jean Puech am 1. Oktober 1980 an, wobei er zuletzt zwischen 1977 und 1980 Mitglied der Fraktion der Union der Republikaner und Unabhängigen UREI (Union des républicains et des indépendants) war. Für seine langjährigen Verdienste wurde er Kommandeur des Ordre du Mérite agricole sowie Offizier der Ehrenlegion. 